# Tasmin Little
Tasmin Little   (Londres, 13 de maig de 1965) és una violinista clàssica anglesa. És solista de concerts malgrat que també a format duo diverses vegades amb el pianista Andrey Gugnin i, també actua com a recitalista i músic de cambra. Ha publicat nombrosos àlbums, guanyant el premi de la crítica als "Classic Brit Awards" el 2011 per la seva gravació del Concert per a violí d'Elgar.

## Joventut i educació
Little va néixer a Londres i és filla de l'actor George Little, nascut a Bradford, més conegut pel seu paper a Emmerdale Farm. Va aprendre a llegir música per primera vegada als sis anys mentre aprenia a tocar una flauta de bec que li havia regalat la seva mare. Va créixer al nord-oest de Londres, assistint a la "Yehudi Menuhin School" amb una beca com a pensionista setmanal entre els 8 i els 18 anys; entre els seus companys d'alumnes hi havia el violinista Nigel Kennedy.
El 1982 va ser finalista de la secció de corda de la "BBC Young Musician of the Year". Després de deixar l'escola, va passar a la "Guildhall School of Music and Drama", on va obtenir un diploma d'espectacle i va guanyar la Medalla d'Or al concurs de música anual de l'escola el 1986.

## Carrera
La primera actuació professional de Little com a solista va ser el 1988 amb The Hallé. Va fer la seva primera aparició a la BBC Proms el 1990, i ha aparegut regularment des de llavors. Al llarg de la seva carrera, Little ha actuat amb la Royal Philharmonic Orchestra, la London Symphony Orchestra, la Royal Liverpool Philharmonic, la New York Philharmonic i altres orquestres importants,
Little ha estat un exponent de les obres del compositor Frederick Delius al llarg de la seva carrera, i va ser el director artístic de "Delius Inspired", un festival de vuit dies celebrat a Bradford el juliol del 2006 celebrant la seva obra que es va emetre a BBC Radio 3. També ha realitzat un documental sobre Delius per a BBC Two.
El 2008 Little va llançar un enregistrament de tres pistes, The Naked Violin, com a descàrrega gratuïta del seu lloc web, amb l'objectiu de fer més accessible la música clàssica. L'enregistrament presentava la Partita núm. 3 de mi major de Bach, la sonata núm. 3 en re menor d'Eugène Ysaÿe i Luslawice de Paul Patterson, totes interpretades sense acompanyament. El projecte va guanyar el premi "Gramophone / Classic FM 2008" a la innovació del públic, i va aparèixer en un episodi de The South Bank Show.
Little va rebre un doctorat honoris causa per la Universitat de Bradford el 1996, i l'escola de música de la Universitat, el Tasmin Little Music Center, porta el seu nom. El 2009 va rebre l'Acadèmia Britànica d'Escriptors de Cançons, Compositors i Autors d'Or Badge Award, i el 2011 el seu àlbum Elgar: Violin Concerto va guanyar el Premi de la Crítica als Classic Brit Awards. Va ser nomenada Oficial de l'Orde de l'Imperi Britànic (OBE) en la celebració dels honors d'aniversari del 2012 per serveis musicals.
El 24 de gener de 2020, Tasmin Little va anunciar la seva retirada de la plataforma de concerts per a l'estiu de 2020, que es va ajornar a finals de 2020 a causa de la pandèmia del coronavirus.